# Ter plaatse bediende relaisbeveiliging
De  ter plaatse bediende relaisbeveiliging (TPRB) is een vorm van bediening en beveiliging van seinen en wissels. Het TPRB wordt bediend door de machinist. Daarmee nam machinist de taak van de seinhuiswachter waar. Op deze manier werden de kosten van het spoorverkeer laag gehouden.
Het TPRB was een vorm van relaisbeveiliging. Het is toegepast op enkele enkelsporige lijnen in het noorden en oosten van Nederland.

## Wijze van bediening
Bediening kon plaatsvinden door een speciale sleutel in een bedieningskastje te steken en te draaien. Daarvoor moest de machinist de cabine van de trein verlaten. Later zijn er ook situaties geweest waarin de machinist de TPRB met een infraroodzender vanuit de cabine kon bedienen.

## Werking
Nadat er is 'gesleuteld' of een infraroodsignaal is gedetecteerd controleert het TPRB of een rijweg naar de vrije baan ingesteld kan worden en of de vrije baan beschikbaar is. Als dat het geval is stelt het TPRB een rijweg in naar de vrije baan en stelt de vrije baan in in de goede richting. Door dat laatste wordt uitgesloten dat vanaf het volgende station een trein in de tegenrichting naar de vrije baan geleid kan worden. Het TPRB sluit eventuele overwegen en zet ten slotte het sein veilig. Als de trein het emplacement heeft verlaten stelt het TPRB waar nodig de wissels terug in de standaardligging. Deze standaarligging is gewoonlijk 'recht door', en in elk geval zo dat een binnenkomende trein naar het gebruikelijke perronspoor wordt geleid. Hierdoor is er geen bedieningshandeling nodig bij de aankomst van een trein, en kan een trein bij aankomst direct doorrijden naar het gebruikelijke perronspoor.